# Michael van der Kruis
Michael van der Kruis (Naarden, 9 augustus 1979) is een voormalig Nederlands profvoetballer, die als laatste speelde voor FC Emmen.
Van der Kruis debuteerde in 1998 in het betaalde voetbal bij Excelsior Rotterdam. Hij kwam dat seizoen 32 keer in actie, eerder speelde voetbalde hij bij BFC en Ajax. Na nog twee seizoenen Excelsior vertrok hij in 2001 naar Vbv De Graafschap, waar hij in zijn eerste seizoen nog niet veel speelde maar daarna een vaste basisspeler werd.
Bij de Graafschap speelde hij voor het eerst in de Eredivisie, waaruit hij in 2003 degradeerde. In het seizoen dat volgde kopte Van der Kruis De Graafschap hoogstpersoonlijk weer terug naar de Eredivisie, door in de laatste minuut de 3-2 voor De Graafschap binnen te koppen in de uitwedstrijd tegen zijn oude ploeg, Excelsior.
Van der Kruis speelde zodoende ook het jaar erop weer in de eredivisie, waarin De Graafschap weer degradeerde. Van der Kruis vertrok naar HFC Haarlem, waar hij in het seizoen 2005/2006 31 wedstrijden speelde. Nadat Van der Kruis een gesprek had gehad met de vervanger van trainer Gert Aandewiel, Jan Zoutman, besloot hij een contract te tekenen bij FC Emmen.
In de zomer van 2009 liep het contract van Van der Kruis af en besloot hij overschrijving aan te vragen naar zaterdaghoofdklasser Quick Boys.

## Clubstatistieken
| Seizoen | Club          | Land               | Competitie     | Competitie | Competitie | Beker | Beker | Overig | Overig | Totaal | Totaal |
| Seizoen | Club          | Land               | Competitie     | Wed.       | Dlp.       | Wed.  | Dlp.  | Wed.   | Dlp.   | Wed.   | Dlp.   |
| ------- | ------------- | ------------------ | -------------- | ---------- | ---------- | ----- | ----- | ------ | ------ | ------ | ------ |
| 1998/99 | Excelsior     | Vlag van Nederland | Eerste divisie | 32         | 2          | 1     | 0     | 6      | 1      | 39     | 3      |
| 1999/00 | Excelsior     | Vlag van Nederland | Eerste divisie | 5          | 0          | 1     | 0     | –      | –      | 6      | 0      |
| 2000/01 | Excelsior     | Vlag van Nederland | Eerste divisie | 26         | 1          | ?     | ?     | ?      | ?      | ?      | ?      |
| 2001/02 | De Graafschap | Vlag van Nederland | Eredivisie     | 2          | 0          | ?     | ?     | –      | –      | 2      | 0      |
| 2002/03 | De Graafschap | Vlag van Nederland | Eredivisie     | 28         | 0          | ?     | ?     | 2      | 0      | 30     | 0      |
| 2003/04 | De Graafschap | Vlag van Nederland | Eerste divisie | 31         | 4          | ?     | ?     | 6      | 1      | 37     | 5      |
| 2004/05 | De Graafschap | Vlag van Nederland | Eredivisie     | 19         | 0          | 2     | 0     | 1      | 0      | 22     | 0      |
| 2005/06 | HFC Haarlem   | Vlag van Nederland | Eerste divisie | 31         | 1          | ?     | ?     | 2      | 0      | 33     | 1      |
| 2006/07 | HFC Haarlem   | Vlag van Nederland | Eerste divisie | 33         | 1          | ?     | ?     | ?      | ?      | 33     | 1      |
| 2007/08 | FC Emmen      | Vlag van Nederland | Eerste divisie | 36         | 0          | 1     | 0     | ?      | ?      | 37     | 0      |
| 2008/09 | FC Emmen      | Vlag van Nederland | Eerste divisie | 29         | 0          | 1     | 0     | ?      | ?      | 30     | 0      |